# Суфчинский, Каетан
Каетан Суфчинский (1807, Лянькухув — 7 января 1873, Лужица) — российский и затем австрийский польский писатель-романист.
Родился на Люлинщине, в семье воеводы Михала и Людвики Островской; происходил из шляхетского рода. Его отца звали Михал. В 1825—1827 годах учился в пиаристской школе в Золиборзе. Был участником Ноябрьского восстания (с 1830 года был союзником Юлиуша Словацкого), командовал гвардейцами Холма, был адъютантом Генрика Каминьского и затем женился на его дочери. До 1860 года жил в российском Царстве Польском, затем переехал в австрийскую Галицию; по некоторым сведениям, принимал участие также в январском восстании 1863 года. Писал рассказы, романы, так называемые «шляхетские сказки».
Под псевдонимом Бодзаитовича напечатал исторический роман «Rodzina konfederatow, pan starosta Warecki» (1856, 2-е издание — 1869); писал также о Наполеоне и Тадеуше Косцюшко. Мелкие его повести и рассказы помещались в «Библиотеке варшавской». Наиболее известные романы: «Chwila zapomnienia» (1868), «Moje polskie i przygody żołnierskie» (1871, 2-е издание — 1883), «Opowiadania historyczne» (1875), «Zawsze Oni» (1875, 3 тома, 2-е издание — 1887).